# Sospita
Sospita är ett släkte av fjärilar som beskrevs av Étienne Mulsant 1846. Enligt Catalogue of Life ingår Sospita i familjen juvelvingar, men enligt Dyntaxa är tillhörigheten istället familjen nyckelpigor.

## Bildgalleri

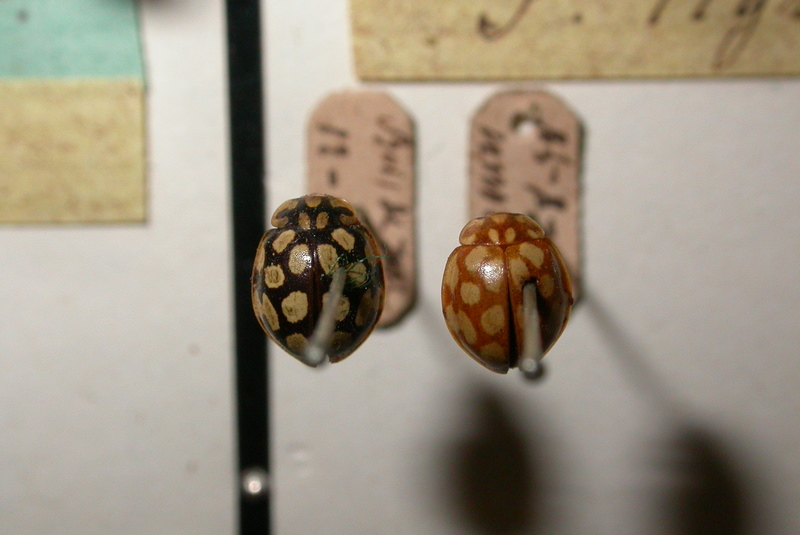
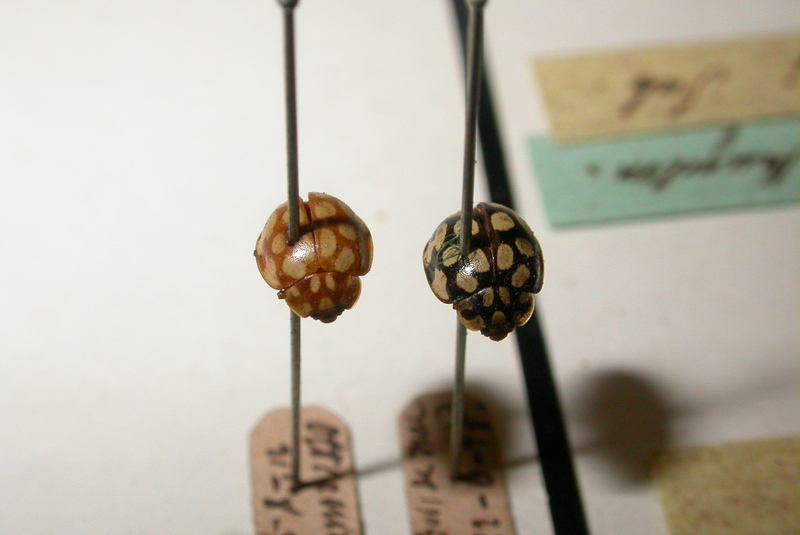
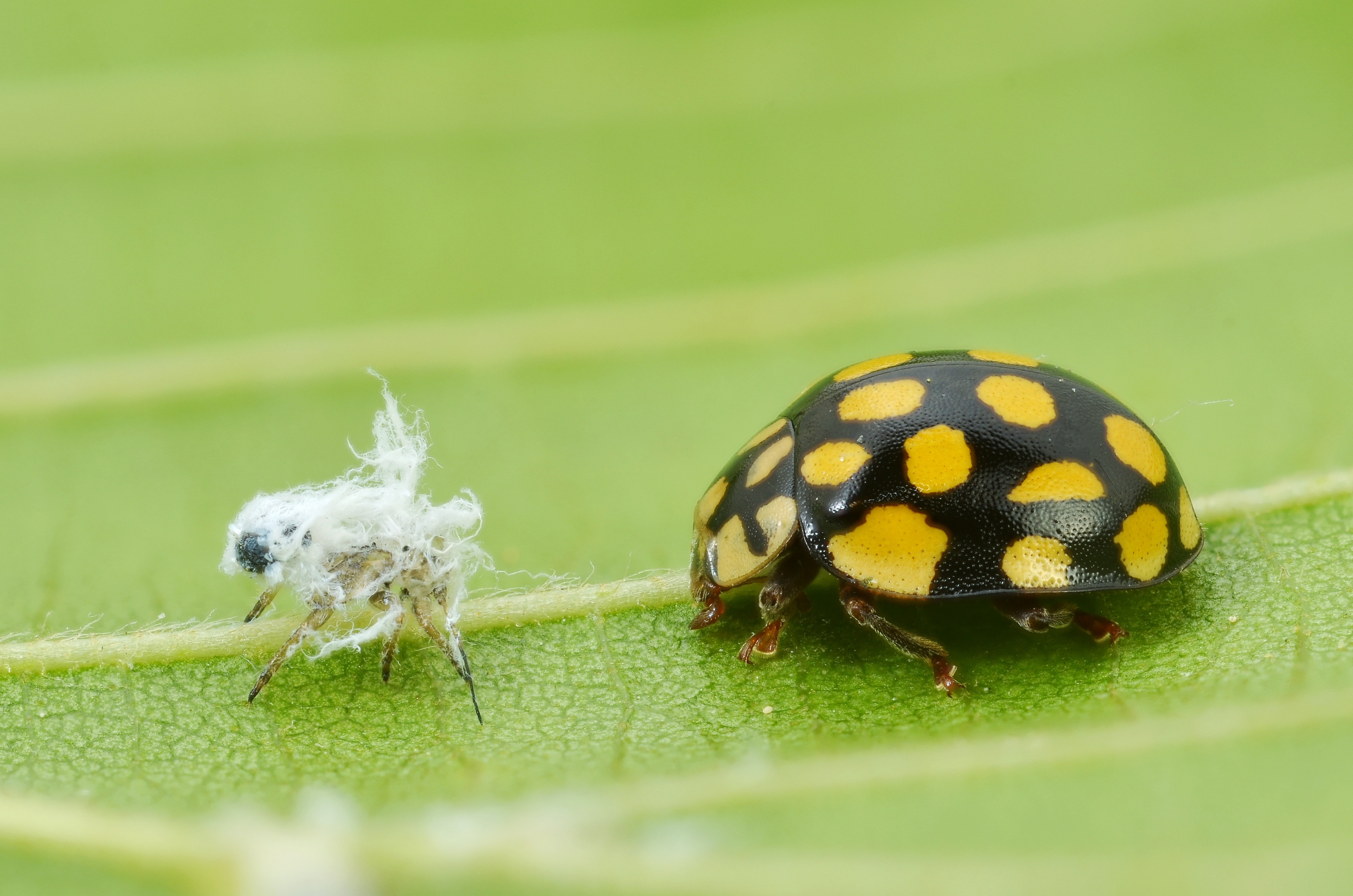
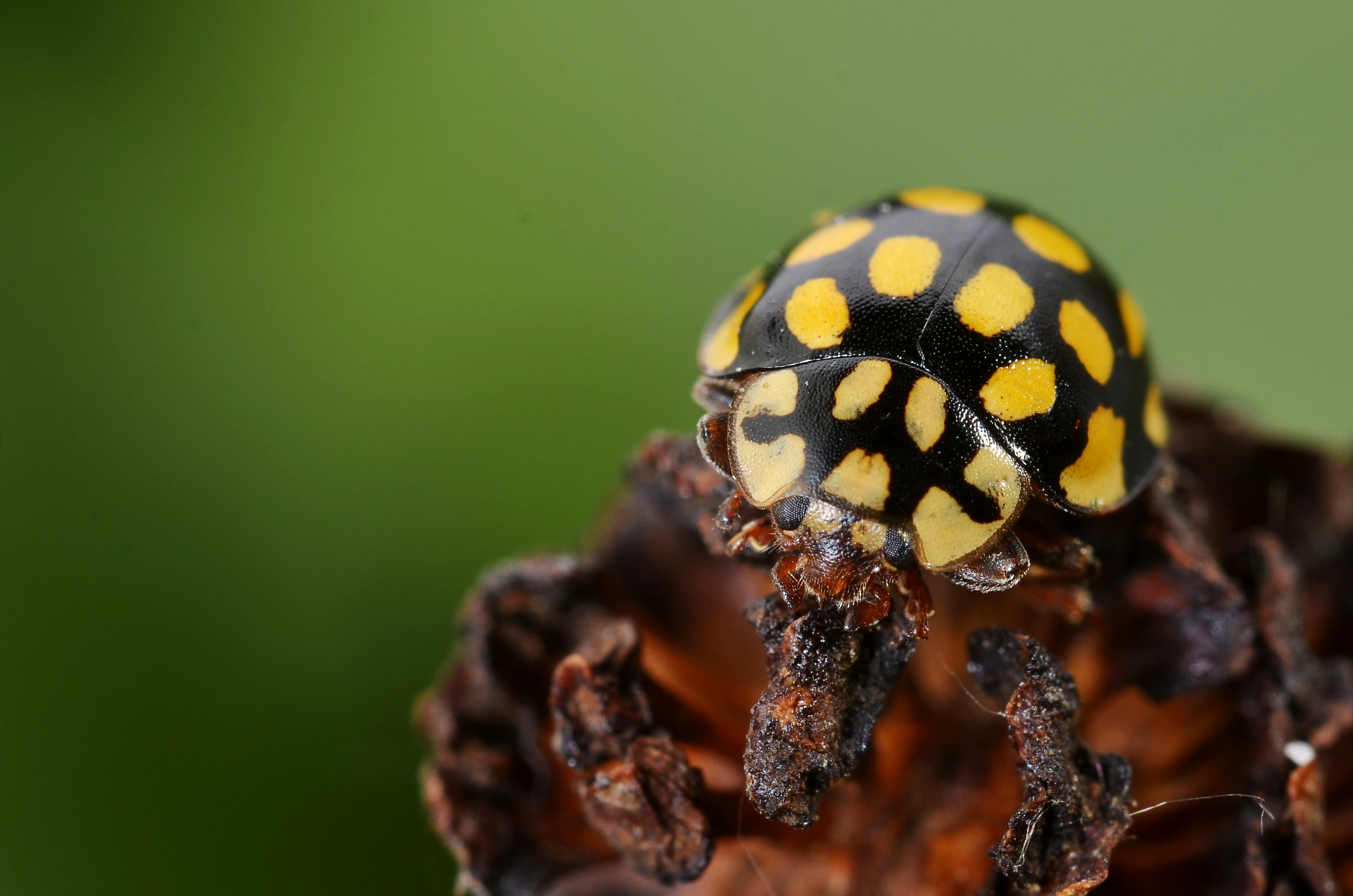
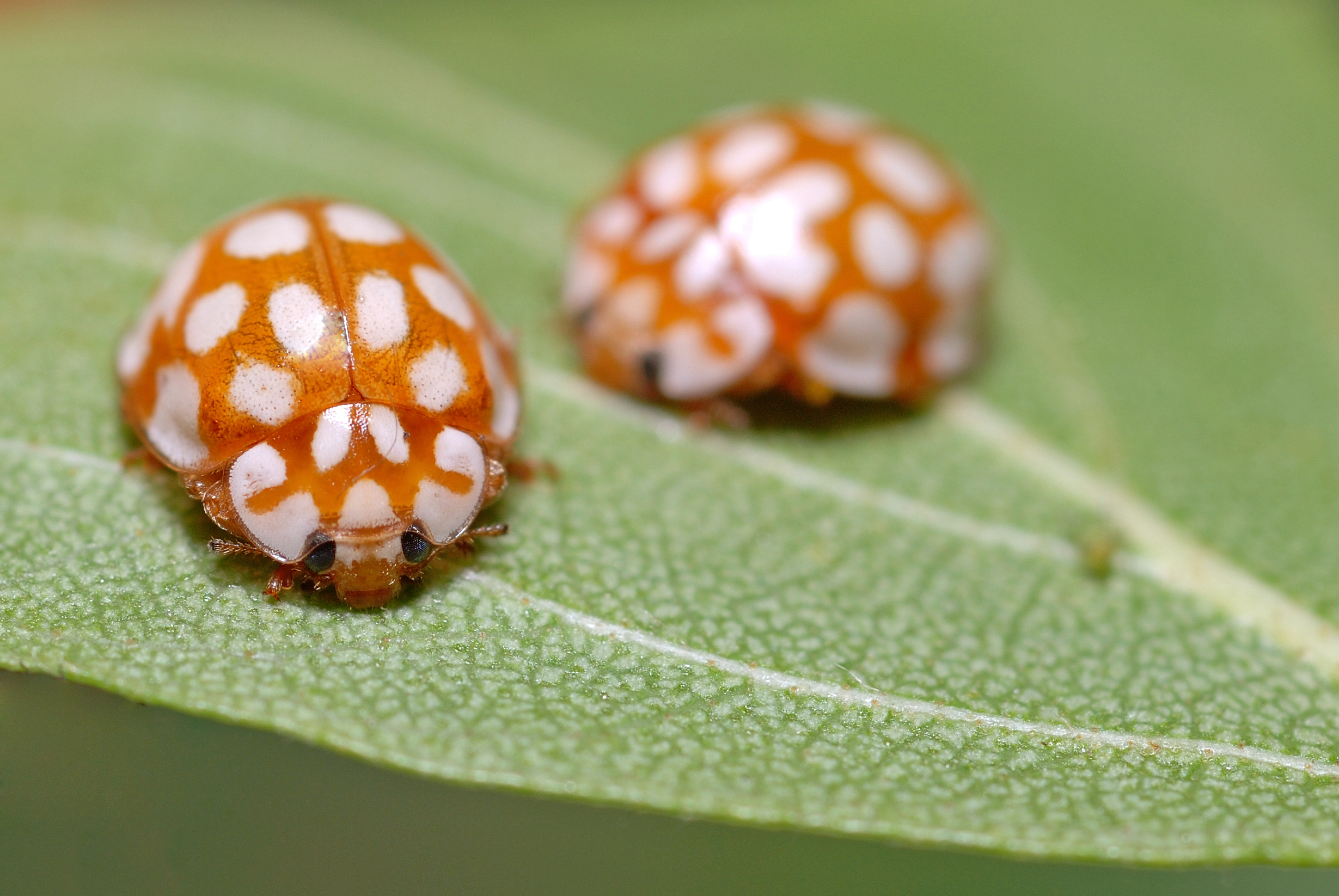
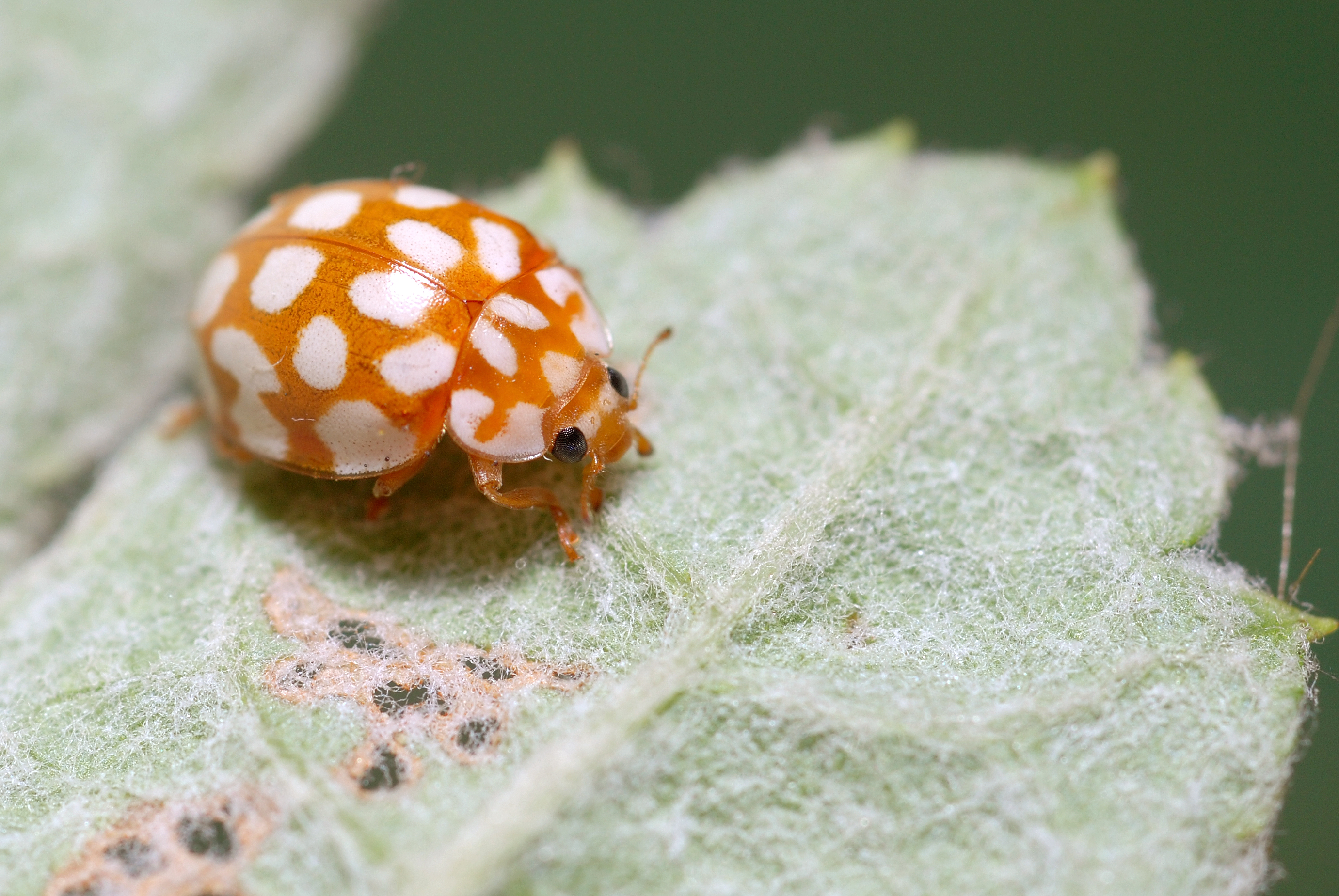

## Dottertaxa tillSospita, i alfabetisk ordning[1][2]
- Sospita abbuna
- Sospita albiplaga
- Sospita arfakensis
- Sospita artaxerxes
- Sospita auspex
- Sospita avera
- Sospita bahadur
- Sospita cyrus
- Sospita dhyana
- Sospita eromena
- Sospita gudula
- Sospita heterisa
- Sospita huntei
- Sospita keiana
- Sospita mambarensis
- Sospita naram
- Sospita polyphemus
- Sospita postalba
- Sospita poultoni
- Sospita satraps
- Sospita segestes
- Sospita sigiana
- Sospita simbangana
- Sospita statira
- Sospita tessei
- Sospita theodosia
- Sospita tyrannus
- Sospita wallacei
- Sospita wandammanensis
- Sospita vedalla
- Sospita vigintiguttata